# Az Amerikai Virgin-szigetek zászlaja
Az Amerikai Virgin-szigetek zászlaja az Amerikai Virgin-szigetek egyik nemzeti jelképe.
A fehér a tisztaság szimbóluma. Az embléma az Egyesült Államok címerének egyszerűsített változata a V és I betűvel (a Virgin Islands kezdőbetűivel) kiegészítve.
A sas egyik karmában egy olajág, a másikban három nyíl található. A nyilak a három főszigetet jelképezik: Saint Thomas, Saint John és Saint Croix.

## Egyéb

Az egykori dán gyarmati zászló